# Holger (genealogiprogram)
Holger är ett svenskspråkigt datorprogram för släktforskning som är utvecklat av Holgerdata och särskilt anpassat till svenska förhållanden. Det har funnits på marknaden sedan slutet av 1980-talet och är sedan dess ett av de mest använda i Sverige. Senaste versionen (8.06) kom ut 2012-05-01, men numera laddas ner gratis från webbplatsen. 